# Neoblakea
Neoblakea là một chi thực vật có hoa trong họ Thiến thảo (Rubiaceae).

## Loài
Chi Neoblakea gồm các loài: